# Муравьёв-Амурский, Николай Николаевич
Граф Никола́й Никола́евич Муравьёв-Аму́рский (12 [24] августа 1809, Санкт-Петербург — 18 [30] ноября 1881, Париж) — русский государственный деятель, с 1847 по 1861 годы служил генерал-губернатором Восточной Сибири. Генерал от инфантерии, генерал-адъютант. В истории расширения российских владений в Сибири Муравьёв-Амурский сыграл видную роль: ему принадлежит почин в возвращении Амура, уступленного Китаю в 1689 году. Основатель Благовещенска, Хабаровска и Владивостока.

## Детство и юность
Правнук Степана Воиновича Муравьёва, внук гражданского губернатора Архангельска Назария Степановича Муравьёва, сын статс-секретаря и управляющего Собственной Его Величества канцелярией Николая Назарьевича Муравьёва и Екатерины Николаевны Мордвиновой, дочери порховского помещика Николая Михайловича Мордвинова.
Немалую часть детства провёл в имении отца под Петербургом (ныне пр. Обуховской Обороны, д.143). В память о Муравьевых назван находящийся поблизости Муравьёвский переулок (ныне — Улица Цимбалина) Санкт-Петербурга .
Вместе с братом Валерианом учился в Санкт-Петербурге в частном пансионе Годениуса в доме Резваго (Шпалерная улица, 25), что давало возможность в будущем поступить в университет.
Брат Валериан Николаевич стал губернатором Псковской, Олонецкой губернии и вице-губернатором Ярославской губернии.

### Пажеский корпус
По распоряжению императора Александра I оба сына Николая Назарьевича Муравьёва были зачислены в Пажеский корпус.
В 1824 году, будучи уже в старших классах Пажеского корпуса, Николай Муравьёв был произведён в камер-пажи и назначен к великой княгине Елене Павловне, юной жене Михаила Павловича, младшего брата Александра I. Много позже она способствовала назначению Муравьёва генерал-губернатором Восточной Сибири.
В 1827 году он окончил Пажеский корпус с золотой медалью.

## Военная служба
По окончании Пажеского корпуса, он поступил прапорщиком в лейб-гвардии Финляндский полк. Вместе с полком принимал участие в русско-турецкой войне 1828—1829 годов (19-летний Николай участвовал в осаде крепости Варны) и в подавлении польского восстания 1831 года.
7 февраля 1833 года Муравьёв в чине штабс-капитана был уволен от военной службы «за болезнью». Следующие пять лет он провёл в Виленской губернии в имении Стоклишки (Stakliškės), пожалованном его отцу в пожизненное владение, где занимался хозяйством.

### Кавказская война
Когда генерал Евгений Головин, при котором Муравьёв во время военных действий ранее состоял адъютантом, был назначен командующим отдельным кавказским корпусом и главноуправляющим гражданской частью и пограничными делами в Закавказье, Муравьёв 27 апреля 1838 года был определён к нему для особых поручений с повышением до чина майора, после чего несколько раз принимал участие в походах против горцев.
С 1840 по 1844 год Муравьёв был начальником одного из отделений Черноморской береговой линии и в этой должности участвовал в усмирении племени убыхов.
В 1841 году Муравьёв был произведён в генерал-майоры. Но из армии ему пришлось уйти в 1844 году — на этот раз окончательно. Обострившаяся болезнь потребовала серьёзного лечения и Николай Николаевич уехал во Францию. Незадолго до возвращения в Россию, будучи в Париже, познакомился с Катрин де Ришемон.
По возвращении оттуда его причислили к Министерству внутренних дел.

## Губернаторство

### Тула (1846—1847)
В 1846 году Муравьёв был назначен исправляющим должность тульского военного и гражданского губернатора. 17 января 1847 года Николай Муравьёв в церкви Богородицка обвенчался с Катрин де Ришемон, которая приняв православие, стала именоваться Екатериной Николаевной Муравьёвой.
Муравьёв обратил серьёзное внимание на нужды губернии и в отчёте о первой своей ревизии указал на неудовлетворительное состояние тюремных помещений, на упадок сельского хозяйства, для помощи которому он планировал учреждение в Туле губернского общества сельского хозяйства. Он первый из губернаторов поднял вопрос об освобождении крестьян: девять помещиков подписали подготовленный с подачи Муравьёва адрес (обращение) государю. Дело осталось без движения, но император Николай I обратил внимание на Муравьёва как на «либерала и демократа». Император 5 сентября 1847 года на почтовой станции Сергиевской (близ Тулы) объявил Муравьёву о назначении его исправляющим должность генерал-губернатора Восточной Сибири. С негласной (до времени, от господствовавшего английского флота) целью создания Дальневосточной/Тихоокеанской береговой линии укреплений по опыту Черноморской, и укрепления границы с Китаем.
Сдав дела по Тульской губернии, в конце сентября 1847 года Муравьёв прибыл в Петербург. В течение четырёх месяцев он изучал литературу и документы по Восточной Сибири, знакомился с отчётами генерал-губернаторов, встречался с министрами, людьми, хорошо знающими проблемы Сибири.

### Восточная Сибирь (1847—1861)
28 февраля 1848 года из Красноярска в Петербург был отправлен рапорт Муравьёва о вступлении в должность генерал-губернатора; утверждён в должности он был только 6 декабря 1849 года.
Ещё до отъезда в Сибирь Муравьёв заручился помощью Г. И. Невельского, исследовавшего устье Амура и остров Сахалин. Эти исследования, подтвердившие выводы поручика Гаврилова (1846 г.) о доступности устья Амура для морских судов, поставили вопрос о желательности приобретения Амура на более твёрдую почву, удостоверив, что Амур представляет удобный путь для сообщения с Тихим океаном. Муравьёв энергично принялся за хлопоты по разрешению захвата Амура, но встретил противодействие в Петербурге: в тот момент Россия ещё была не готовой к войне с Китаем, правительство предпочитало планомерный захват Приамурья, а Муравьёв настаивал на агрессивной политике. Тем не менее, факт занятия Невельским устьев Амура был признан, и в течение 1851—1853 годов производились исследования лимана Амура, острова Сахалина; везде были основаны русские поселения.
Приближавшийся разрыв с западными державами заставил правительство обратить внимание на защиту Камчатки; единственный удобный путь, которым можно было туда отправить войска, был водный путь по Амуру.
11 января 1854 года императором Николаем I Муравьёву было предоставлено право вести все сношения с китайским правительством по разграничению восточной окраины и разрешено произвести по Амуру сплав войск.
В мае 1854 года произошёл первый сплав, год спустя — второй, с которым прибыли на устье Амура первые русские поселенцы.
6 декабря 1854 года «за неутомимую деятельность и особые труды для пользы и устройства вверенного края предпринимаемые» пожалован кавалером Ордена Святого Князя Александра Невского.
Долго длились переговоры Муравьёва с китайским правительством, и только 16 мая 1858 года Муравьёв заключил с Китаем Айгунский трактат, по которому Амур до самого устья стал границей России с Китаем. Муравьёв получил за заключение этого договора титул графа Амурского и чин генерала от инфантерии. Приобретение Амура было предметом оживлённой полемики в журналах 1858—1864 годов (см. ст. Дмитрия Иринарховича Завалишина в «Русской Старине» и ответ Дмитрия Ивановича Романова).
Само по себе, однако, обладание левым берегом Амура было недостаточно, пока флот не имел свободного выхода в море: левый берег у устья вскрывается гораздо позже, чем правый. Этот недостаток Айгунского трактата был восполнен Пекинским договором, заключённым в 1860 году графом Игнатьевым, по которому Россия приобрела не только Уссурийский край, но и южные порты. Однако Муравьёв-Амурский настаивал не ограничиваться данными приобретениями, а продолжить присоединять к России северные и западные территории Китайской империи, включая и соседние страны — Монголию и Корею.
Будучи генерал-губернатором Восточной Сибири, Муравьёв-Амурский делал попытки населить пустынные места по Амуру, но попытки эти не были удачны; дальнейшие поселения происходили по наряду из забайкальских казаков, а добровольные поселения на Амур приостановились. Столь же неудачны были поселения по реке Мае, в 1851 году. Не удались и попытки Муравьёва-Амурского устроить правильное пароходное сообщение по Амуру и почтовый тракт.
Имея в виду главное возражение противников занятия Амура — отсутствие постоянного войска для защиты области от вторжения китайцев — Муравьёв-Амурский в 1849 году подал Николаю I проект создания Амурского казачьего войска. Проект был одобрен, и в 1858 году из переселённых казаков разных войск, в том числе забайкальцев, было создано Амурское казачье войско.
Ещё в 1848 году Николай Николаевич Муравьёв, только что назначенный губернатором Восточной Сибири и Дальнего Востока, обратил внимание на растущую угрозу нападения иностранцев на Камчатку. Поэтому уже тогда он решил заняться строительством военных укреплений в Петропавловском порту. 25 июля 1849 года Муравьёв прибыл на транспорте «Иртыш» в Петропавловский порт. Осмотрев местность, он определил места строительства новых батарей. Среди них были батареи на Сигнальном мысе, на Петропавловской косе и у озера Култушного.
В письме министру внутренних дел Л. А. Перовскому Н. Н. Муравьёв заявлял:

Авачинскую губу укрепить, а без того она будет игралищем самой незначительной враждебной эскадры; там ныне уже были два английских военных судна в одно время; на них было более 200 человек экипажа (шлюп и шхуна, путешествующие под видом отыскания Франклина).

Я много видел портов в России и Европе, но ничего подобного Авачинской губе не встречал; Англии стоит сделать умышленно двухнедельный разрыв с Россиею, чтобы завладеть ею и потом заключить мир, но Авачинской губы она нам не отдаст.
— Н. Н. Муравьёв
И именно тогда Н. Н. Муравьёв назначил нового управителя Камчатки энергичного администратора генерал-майора по адмиралтейству Василия Степановича Завойко.
Будущее показало, что Н. Н. Муравьёв не напрасно тревожился за судьбу Камчатки. Когда началась Крымская война, враги России нашли возможным выделить значительные военно-морские силы для нанесения удара по русским тихоокеанским владениям.
31 августа — 7 сентября 1854 года англо-французская эскадра из 6 кораблей с экипажем 2600 человек и более чем 200 орудиями безуспешно пыталась взять штурмом Петропавловские укрепления, потеряв при осаде города свыше 300 человек только убитыми, в том числе командующего Объединённой Тихоокеанской эскадрой контр-адмирала Дэвида Прайса.
Однако, несмотря на успешную оборону города, стали очевидными трудности со снабжением и удержанием столь удалённых территорий. Поэтому было принято решение об эвакуации порта и гарнизона с Камчатки. Согласно приказу портовые сооружения и дома были разобраны, наиболее ценные части в виде окон, дверей и т. д. были спрятаны, местному коренному населению было сказано уйти на север. Казаки перешли в посёлок, расположенный в устье реки Авача, старшим среди оставшихся был назначен есаул Мартынов. Солдаты и матросы пропилили во льду проход и освободили корабли из ледового плена.
Корабли успели покинуть порт раньше повторного прибытия объединённой англо-французской эскадры и перешли в Де-Кастри, а затем в Николаевск-на-Амуре. Англо-французская экспедиция из пяти французских и девяти английских кораблей зашла в Авачинскую губу 8 (20) мая 1855 года, но нашла порт Петропавловск покинутым и непригодным для того, чтобы в нём можно было остаться и использовать по назначению.
Согласно исследованиям военного топографа, почётного члена ВООПИиК Григория Лёвкина, генерал-губернатор Восточной Сибири Николай Муравьёв стал основателем Хабаровска. Муравьёв прибыл на Усть-Уссурийский пост Казакевичева 31 мая (12 июня) 1858 года и убедился в недостаточности территории для размещения солдат и переселенцев около устья р. Уссури селения.
3 июня 1858 года, находясь в местечке Бури, куда перебрались 2 июня из Казакевичево, Н. Н. Муравьёв окончательно принял решение о месте расположения 13-го линейного батальона «в д. Бури» («д.», то есть «деревня», а не военный пост Хабарово/Хабаровка) на р. Амур (в районе будущего Хабаровска).
В тот день он писал М. С. Корса́кову:

Мы шли ужасно долго от сильных противных ветров, которые, вероятно, задержали и прочие все сплавы, и пришли на устье Уссури только 31 мая. Там я нашёл Казакевича [на Усть-Уссурийском посту военный губернатор Приморской области П. В. Казакевич ожидал Н. Н. Муравьёва, прибыв на пароходе из Николаевска]. Казаки, слава богу, здоровы, у них на посту всё хорошо; строят дом, магазин, огороды засажены, и время вообще не теряли. Устье Уссури совершенно в глуши, в 4-х вёрстах от главного русла Амура [приблизительная ширина в средней части Большого Уссурийского острова, отделяющего Амурскую протоку от основного русла Амура]. Вследствие сего я ставлю 13-й батальон весь на Бурее [Бури], то есть на главном русле, чтоб он мог удобнее во всякое время спускаться и подыматься к устью Амура, а в протоки в мелководье пароходы ходить не могут. Около устья Уссури весьма немного места для поселения; вследствие сего я отправляю во 2-ю роту только 150 семейств, а 350 будут в 1-й роте, то есть в Амурском батальоне, для которого места довольно.
— Н. Н. Муравьёв
В тот же день 13-й Сибирский линейный батальон во главе с Яковом Васильевичем Дьяченко отправился из ст. Усть-Зейской (Благовещенская) и 21 июня 1858 года высадился на берегу Амура для строительства селения Хабарово (Хабаровка). Позднее, по именному указу императора Александра II от 18 апреля 1867 года, появились постовая команда в Хабаровке и пост Хабаровка.
В 1857 году Муравьёв поручил инженеру штабс-капитану Дмитрию Ивановичу Романову провести изыскания и проложить дорогу от только что основанного села Софийского до залива Де-Кастри (около 60 вёрст), срезающей путь к океану через малосудоходное нижнее течение Амура. Романов также составил проект перестройки новой дороги в железную, который получил высокую оценку в столице, однако не был реализован.
26 августа 1858 года Н. Н. Муравьёву был пожалован титул графа Амурского, который он завещал передать своему племяннику Валериану Валериановичу Муравьёву.
В 1859 году по инициативе Муравьёва и также при участии Д. И. Романова были проведены изыскания по прокладке телеграфной линии от Петербурга до устья Амура вдоль Сибирского тракта. Работы начались в следующем году; в 1861-м линия была доведена до Тюмени, в 1864-м — до Иркутска, а на Амуре телеграф появился к 1866 году. По дипломатическим каналам он добивался и проведения китайским правительством телеграфа от Кяхты до Пекина.
В 1861 году Муравьёв-Амурский оставил должность генерал-губернатора, вследствие непринятия его проекта о разделении восточной Сибири на два генерал-губернаторства, и был назначен членом Государственного Совета.

## После отставки
В течение двадцати лет, до своей смерти, Муравьёв-Амурский почти безвыездно проживал в Париже, и только изредка приезжал в Россию, чтобы принять участие в заседаниях Государственного Совета.
Умер Муравьёв-Амурский «от гангрены» 18 ноября 1881 года в Париже, был похоронен на Монмартрском кладбище. В 1990 году останки Муравьёва-Амурского перевезли во Владивосток и перезахоронили в районе исторического центра города.
Супруга/вдова Екатерина Николаевна (Элизабет Буржуа де Ришмон) скончалась в 1887 году и похоронена на муниципальном кладбище коммуны Желос (Франция). В 2019 году её надгробие восстановлено силами мэрии Желос и г. Благовещенска (Амурская область, Россия).
В 1891 году вышла биография Муравьёва-Амурского: «Гр. Н. Н. Муравьёв-Амурский, по его письмам, официальным документам, рассказам современников и печатным источникам», сочинение Ивана Платоновича Барсукова. Отзыв об этом труде написан профессором Буцинским («Гр. Н. Н. Муравьёв-Амурский. Отчёт о присуждении премий Макария, митрополита московского», СПб., 1895), неблагоприятно относящимся к Муравьёву-Амурскому. В защиту последнего В. П. Ефимов издал брошюру: «Гр. Н. Н. Муравьёв-Амурский перед судом проф. Буцинского» (СПб. 1896). Ср. ст. Петра Васильевича Шумахера «К истории приобретения Амура» (в «Русском Архиве», 1878, № 11); воспоминания Филипсона в «Русском Архиве» (1883, № 6); воспоминания Б. Милютина о генерал-губернаторе Муравьёве-Амурском в Сибири в «Историч. Вестнике» (1888, № 11 и 12); в «Русск. Старине» 1882, № 2 — биографический очерк М. Венюкова. Мамай А. С. Амурский вопрос в дальневосточной политике России в середине XIX в. : Н. Н. Муравьёв-Амурский. Дис. канд. ист. наук. М., 1997.

## Награды
- Орден Святой Анны III ст. с бантом (1829)[30]
- Орден Святого Владимира IV ст. с бантом (1831)
- Золотая шпага «За храбрость» (1831)
- Польский знак отличия «За военное достоинство» IV ст. (1831)
- Орден Святого Станислава I ст. (1844)
- Орден Святого Георгия IV ст. за 25 лет службы (26.11.1850)
- Орден Святой Анны I ст. (06.12.1850)
- Знак отличия за XX лет беспорочной службы (1853)
- Орден Белого орла (23.04.1853)
- Орден Святого Александра Невского (6.12.1854)
- Алмазные знаки к Ордену Святого Александра Невского (26.08.1856)
- Знак отличия за XXV лет беспорочной службы (1859)
- Орден Святого Владимира I ст. (19.02.1861)

## Память
- Иркутск. Барельеф Муравьёва-Амурского расположен на пьедестале памятника Александру III[31]. Иркутский областной краеведческий музей имени Н. Н. Муравьева-Амурского.
- Хабаровск. В 1891 году на берегу Амура Муравьёву-Амурскому воздвигнут памятник работы скульптора А. М. Опекушина. В 1992 году памятник был восстановлен[32], а в 2006 году его изображение появилось на новой банкноте 5000 рублей. Именем графа названа главная улица города — улица Муравьёва-Амурского. В 2003 году учрежден почетный знак правительства края «За заслуги» имени Н. Н. Муравьева-Амурского[33].
- Владивосток. 2 июля 2012 года торжественно открыт памятник Муравьёву-Амурскому. По замыслу скульптора Константина Зинича, генерал-губернатор Николай Николаевич Муравьёв-Амурский изображён в парадном кителе со свитком в руке — Айгунским договором. Памятник располагается в сквере, где покоится прах Муравьёва-Амурского. Именем графа назван полуостров Муравьёва-Амурского, на котором расположен Владивосток; а также одна из улиц города.
- Благовещенск. Один памятник основателю приграничного города стоит на территории храма, другой — на набережной реки Амур (установлен в 1993 году). Дальний Восток хранит свою историческую основу и память великому человеку. Имя Муравьёва-Амурского присвоено Амурской областной научной библиотеке (г. Благовещенск). В 2011 году учреждена медаль «За заслуги перед городом Благовещенском» — вторая по значимости муниципальная награда после звания почётного гражданина города. В центре медали — рельефное изображение графа Муравьёва-Амурского и святителя Иннокентия[34].
- Чита. 29 мая 2014 года был торжественно открыт памятник Муравьёву-Амурскому. Автором монумента является бурятский скульптор Александр Миронов, среди работ которого — памятники Александру Пушкину в Улан-Удэ и Георгию Жукову в Иркутске.
- Находка. На въезде в город по заказу «ВНХК» открыт памятник в 2014 году (грубая копия хабаровского памятника, без постамента). По адресу Находкиинский проспект 112 висит памятная табличка.
- Дальнереченск (Иман). Памятный знак Графу Муравьёву-Амурскому стоит на въезде в Парк «Графское» который, располагается на территории разрушенного штаба Графа Муравьёва Амурского в станице Графское.
- Перед Первой мировой войной в Германии был заказан легкий крейсер «Муравьев-Амурский». С началом войны реквизирован Германией, в германском флоте «Пиллау».
- Гора Муравьёва-Амурского Набильского хребта с абсолютной высотой 1398,4 метра в Сахалинской области[35] 50°27′07″ с. ш. 143°14′06″ в. д.HGЯO

- Памятники
- Памятник и могила Муравьёва-Амурского во Владивостоке
- Памятник графу Муравьёву-Амурскому в Хабаровске
- Барельеф в Иркутске, 1908 год
- Памятник Муравьёву-Амурскому в Благовещенске